# Шанхайский кинофестиваль 2002
Шестой Шанхайский международный кинофестиваль прошёл в Шанхае (КНР) с 8 по 16 июня 2002 года.

## Жюри
- Ли Цюанькуань (КНР)
- Франсуа Жирар (Канада)
- Джеффри Джилмор (США)
- Heo Jin-ho (Республика Корея)
- Яцек Бромски (Польша)
- Сергей Соловьёв (Россия)
- Торфиннур Оумарссон (Исландия)
- Хань Саньпин (КНР)
- Хуан Шуцинь (КНР)

## Победители
| Награда                  | Призёр                            | Страна           |
| ------------------------ | --------------------------------- | ---------------- |
| Лучший фильм             | Life Show, режиссёр Хо Цзяньци    | КНР              |
| Лучшая режиссура         | Дэвид Кисар за фильм Mullet       | Австралия        |
| Лучшая мужская роль      | Колин Фарелл за фильм Война Харта | США              |
| Лучшая женская роль      | Тао Хун за фильм Life Show        | КНР              |
| Лучшая музыка            | фильм All About Lily Chou-Chou    | Япония           |
| Лучший сценарий          | фильм A Little Monk               | Республика Корея |
| Специальная награда жюри | фильм All About Lily Chou-Chou    | Япония           |